# Johannes Evangelista Pontanus
Johannes Evangelista Pontanus, afgeleid van zijn eigenlijke naam Verbruggen, (Messelbroek, 1607 - Averbode, 23 mei 1691) was een Brabants pastoor. Hij trad toe tot de kloosterorde van de norbertijnen (Witheren), die sinds 1219 de pastoors van Blerick leverden; Blerick lag in Opper-Gelre en was deel van de Spaanse Nederlanden.

## Levensloop
In 1642 werd Pontanus benoemd tot pastoor van Blerick en bleef dit 46 jaar lang, tot 1688. Hiermee was zijn pastoorschap de langstdurende in de geschiedenis van Blerick. Tijdens zijn pastoraat had hij te maken met ernstige verwaarlozing van de parochie als gevolg van de Tachtigjarige Oorlog. Na de Vrede van Münster (1648) moest hij dus orde op zaken stellen. Niet alleen zorgde hij dat het kerkleven weer zijn normale gang ging, maar gaf het bovendien een gezonde financiële basis. Voor alle parochianen die hem tienden moesten betalen, stelde hij een tiendenaar of tiendeman aan. De tiendeman was zijn bediende die erop toezag dat ieder hem de tiende betaalde. Pontanus maakte hiermee een eind aan de wanbetalingen. Dit was een begin van conflicten met zijn parochie en zelfs processen.
In april 1688 vertrok hij uit Blerick. De rest van zijn leven sleet hij in de norbertijnenabdij in Averbode in Spaans-Brabant, waar hij in 1691 overleed. 
Pontanus schreef de heiligenlevens van twee norbertijnen die deel uitmaakten van de martelaren van Gorcum. Daarnaast waren er nog andere geschriften van hem zowel in het Latijn als in het Nederlands. Hiervan is niets bewaard gebleven in het archief van de norbertijnen.
Blerick eerde hem door in 1912 de straat in het centrum naar hem te noemen die kerk en pastorie verbond.